# Дјано Борело (Империја)
Дјано Борело је насеље у Италији у округу Империја, региону Лигурија.
Према процени из 2011. у насељу је живело 163 становника. Насеље се налази на надморској висини од 215 м.